# L'assedio di Calais
L'assedio di Calais  è un melodramma, o opera lirica, in tre atti di Gaetano Donizetti. Il libretto, in lingua italiana, è di Salvatore Cammarano tratto da un lavoro di Luigi Marchionni e da un balletto di Luigi Henry del 1827, entrambi basati su Le siège de Calais (1765) di Pierre Du Belloy. L'avvenimento storico narrato è l'assedio di Calais del 1346, all'inizio di quella che in seguito sarebbe stata chiamata guerra dei cent'anni. La prima ebbe luogo il 19 novembre 1836 al Teatro San Carlo di Napoli.

## Personaggi e interpreti
| Ruolo                                        | Voce                      | Compagnia di canto della prima, 19 novembre 1836 (Direttore: Nicola Festa) |
| -------------------------------------------- | ------------------------- | -------------------------------------------------------------------------- |
| Eustachio de Saint-Pierre, sindaco di Calais | baritono                  | Paul Barroilhet                                                            |
| Aurelio, suo figlio                          | mezzosoprano, en travesti | Almerinda Manzocchi                                                        |
| Eleonora, moglie di Aurelio                  | soprano                   | Caterina Barilli Patti, madre di Adelina Patti                             |
| Giovanni d'Aire, cittadino                   | tenore                    | Ferdinando Cimino                                                          |
| Giacomo de Wisants, cittadino                | tenore                    | Freni                                                                      |
| Pietro de Wisants, cittadino                 | baritono                  | Giovanni Revalden                                                          |
| Armando, cittadino                           | basso                     | Giuseppe Benedetti                                                         |
| Eduardo III, re d'Inghilterra                | baritono                  | Luigi Lablache                                                             |
| Isabella, regina d'Inghilterra               | soprano                   | Eloisa Manzocchi                                                           |
| Edmundo, generale inglese                    | tenore                    | Nicola Tucci                                                               |
| Una spia inglese                             | basso                     | Pietro Gianni                                                              |

## Trama
Epoca: 1347
Luogo: Calais, Francia
Calais è sotto l'assedio dell'armata inglese comandata da Edoardo III. Sei nobili di Calais, compreso il sindaco, decidono di immolare le loro vite in cambio della pace. La regina inglese, commossa dal loro valore, persuade il re a porre fine all'assedio evitando ulteriori spargimenti di sangue.

## Struttura musicale
- Sinfonia

### Atto I
- N. 1 - Introduzione All'armi... / Circondatelo... (Coro)
- N. 2 - Duetto fra Eustachio ed Eleonora Le fibre, oh Dio! m'investe (Eustachio, Eleonora, Giovanni)
- N. 3 - Cavatina di Aurelio Al mio core oggetti amati (Aurelio, Giovanni, Eleonora, Eustachio)
- N. 4 - Finale I Che s'indugia? In questo core (Eustachio, Aurelio, Eleonora, Giovanni, Armando, Giacomo, Pietro, Incognito, Coro)

### Atto II
- N. 5 - Duetto fra Aurelio ed Eleonora Io l'udia chiamarmi a nome (Aurelio, Eleonora, Giovanni)
- N. 6 - Finale II D'un popolo afflitto il grido gemente - In sen mi corse un brivido (Coro, Eustachio, Aurelio, Giacomo, Pietro, Giovanni, Armando, Edmondo)

### Atto III
- N. 7 - Cavatina di Edoardo Ogn'inciampo è alfin distrutto (Edoardo, Coro, Regina)
- N. 8 - Finale III Disparve ogni letizia (Coro, Eustachio, Aurelio, Giacomo, Pietro, Giovanni, Armando, Edoardo, Edmondo, Eleonora, Regina)

## Discografia
| Anno | Cast: Eustachio, Aurelio, Eleonora, Giovanni, Giacome, Pietro, Armando, Edoardo, Isabella, Edmondo                                                                | Direttore, Orchestra e Coro                                                                                              | Etichetta                                |
| ---- | --- | --- | ---------------------------------------- |
| 1988 | Christian du Plessis, Della Jones, Nuccia Focile, Rico Serbo, Paul Nilon, Ian Platt, Mark Glanville, Russell Smythe, Eiddwen Harrhy, John Treleaven               | David Parry, Philharmonia Orchestra e Geoffrey Mitchell Choir                                                            | LP: Opera Rara OR 9 CD: Opera Rara ORC 9 |
| 1990 | Paolo Coni, Luciana D'Intino, Nuccia Focile, Romano Emili, Sergio Rocchi, Giovanni Guerini, Danilo Serraiocco, Michele Pertusi, Barbara Frittoli, Ernesto Gavazzi | Roberto Abbado, Orchestra e Coro della RAI di Milano, (Registrato dal vivo al Teatro Donizetti di Bergamo, 20 settembre) | DVD: House of Opera DVDCC 177            |